# Округ Грин (Северна Каролина)
Округ Грин (енгл. Greene County) је округ у америчкој савезној држави Северна Каролина.

## Демографија
По попису из 2010. године број становника је 21.362, што је 2.388 (12,6%) становника више него 2000. године.
| Група             | 2000.         | 2010.          |
| Белци             | 9.508 (50,1%) | 10.038 (47,0%) |
| Афроамериканци    | 7.820 (41,2%) | 7.964 (37,3%)  |
| Азијати           | 17 (0,1%)     | 72 (0,3%)      |
| Хиспаноамериканци | 1.511 (8,0%)  | 3.054 (14,3%)  |
| Укупно            | 18.974        | 21.362         |